# 沙蘭基
48°13′40″N 22°53′2″E / 48.22778°N 22.88389°E
沙蘭基（烏克蘭語：Шаланки），是烏克蘭西部的村莊，隸屬外喀爾巴阡州的貝雷霍韋區。該村始建於1300年，面積10.93平方公里，海拔高度118米，2001年人口3,110，人口密度每平方公里280人。